# Cantates de Johann Sebastian Bach
Les cantates de Johann Sebastian Bach estan entre les seves composicions més importants i cèlebres. Mentre que moltes s'han perdut, almenys 200 de les que va compondre han sobreviscut.

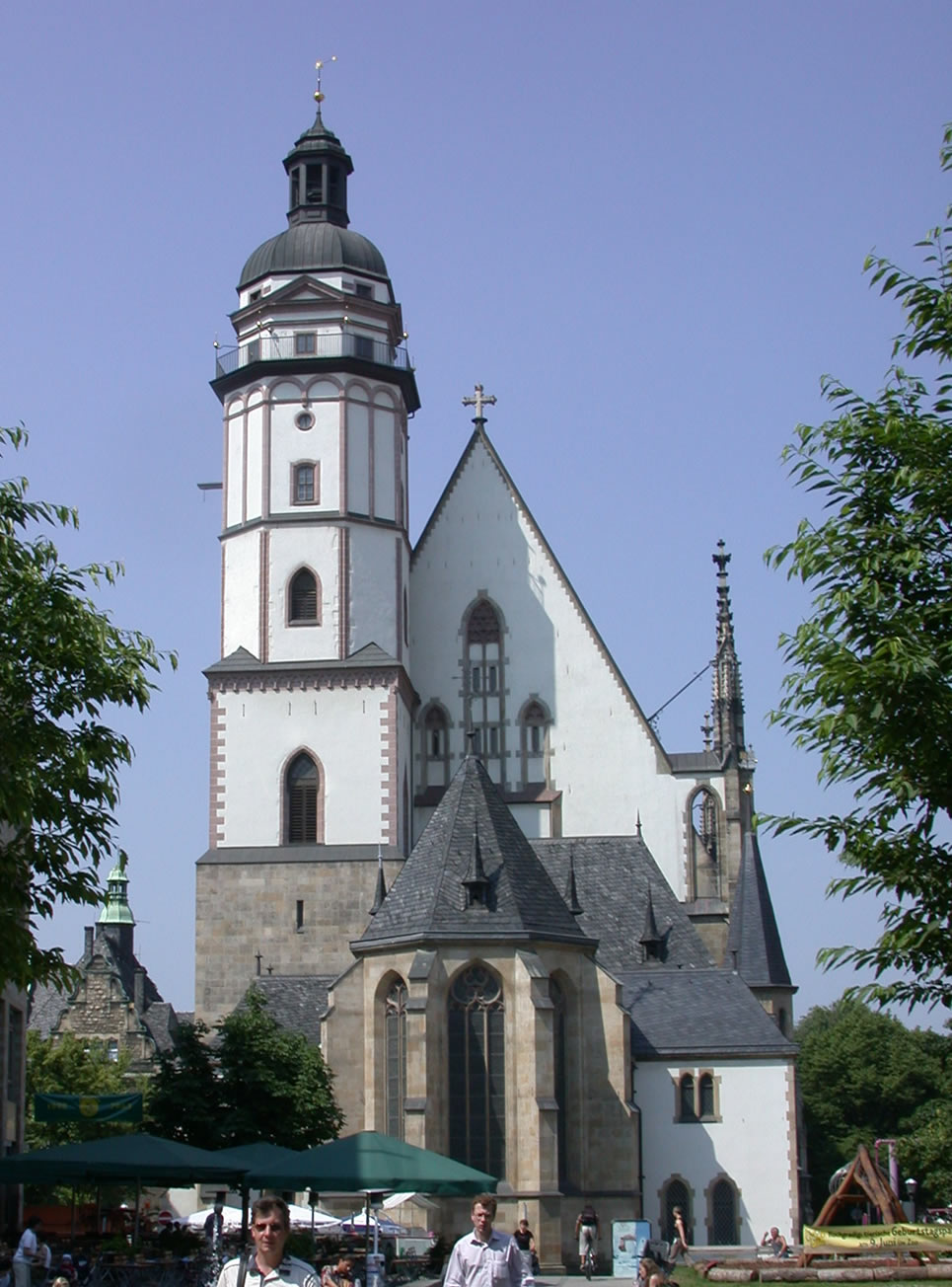
Thomaskirche, una de les dues esglésies de Leipzig on Bach va compondre i va interpretar cantates d'església gairebé setmanalment entre 1723 i 1726

La majoria de les cantates conservades van ser compostes durant el seu mandat com a Thomaskantor, cantor de les principals esglésies de Leipzig, especialment la Thomaskirche i de la Nikolaikirche, ja que una de les seves funcions com a cantor era la de preparar una cantata per a cada diumenge i festiu, relacionada amb les lectures prescrites per la litúrgia luterana per a l'ocasió específica. La primera cantata composta a Leipzig fou per al Diumenge de Trinitat de 1723 i han sobreviscut tres cicles anuals de cantates.
A més de les cantates d'església, va compondre també cantates sacres per a funcions com ara casaments o Ratswahl (la inauguració d'un nou consell de la ciutat), la música per a les funcions acadèmiques de la Universitat de Leipzig a la Paulinerkirche i cantates seculars per aniversaris i entreteniment de la noblesa i la societat, algunes d'elles Glückwunschkantaten (cantates de felicitació) i Huldigungskantaten (cantates d'homenatge). Va compondre cantates d'església principalment a Leipzig un cop per setmana, però la seva primera cantata fou del 1707 a Mühlhausen, mentre que l'última va ser escrita probablement el 1745. La majoria de cantates requerien una formació coral a quatre veus a més de solistes, però també va escriure cantates només per a solistes, generalment per a un únic solista i cantates amb diàlegs per a dos cantants. El text de moltes cantates combinen cites de la Bíblia, amb poesia i corals contemporànies, però també va compondre un cicle de cantates corals basat exclusivament en un coral.

## Nom

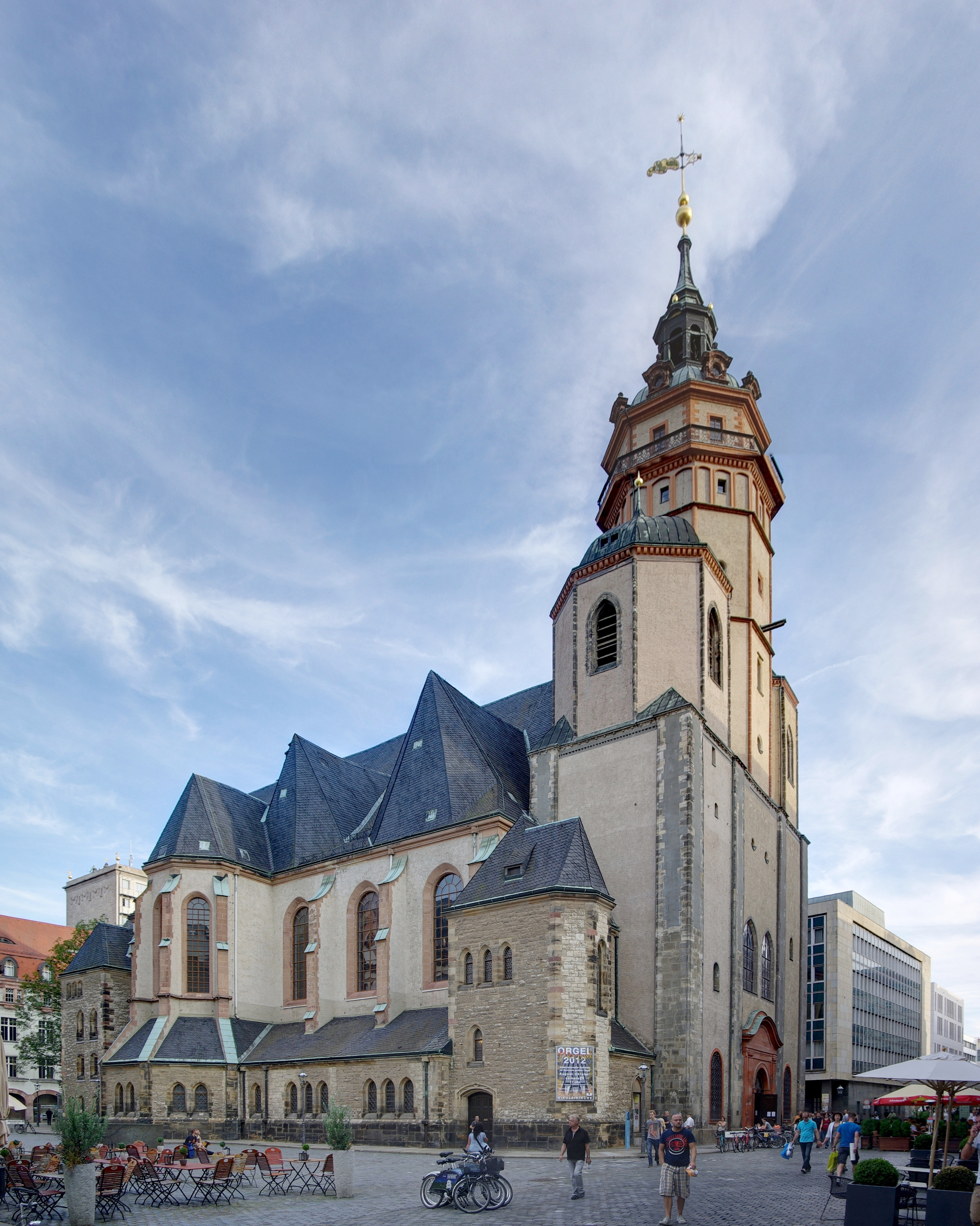
Nikolaikirche de Leipzig

Encara que el terme Bachkantate (Cantata de Bach) ha esdevingut molt familiar, Bach va utilitzar el títol de cantata rarament en els seus manuscrits, però a Ich will den Kreuzstab gerne tragen, BWV 56, va escriure Cantata à Voce Sola e Stromenti (Cantata per a veu sola i instruments). Una altra cantata en què Bach va utilitzar aquest terme és Ich bin vergnügt mit meinem Glücke, BWV 84. Normalment, començava amb una capçalera amb l'abreviatura JJ (Jesu Juva, en llatí Jesús, ajuda), seguit pel nom de la celebració, el començament del text i de la instrumentació, per exemple a Gloria in excelsis Deo, BWV 191.
Bach signava les seves cantates amb SDG, abreviatura de Soli Deo Gloria (A l'única glòria de Déu).

## Nombre BWV
Bach va escriure més de 200 cantates, de les quals moltes han sobreviscut. Al Bach Werke Verzeichnis (BWV), Wolfgang Schmieder els assigna a cadascun un número dins dels grups: 1-200 (cantates sacres), 201-216 (cantates seculars), 217-224 (cantates de Bach, on l'autoria és dubtosa). Des de la designació de Schmieder, diverses de les cantates que es pensava que eren autèntiques han estat reanomenades com a "espúries". No obstant això, les cantates espúries han mantingut els seus números BWV. La llista de cantates de Bach està organitzada pel nombre BWV, però es poden ordenar per altres criteris.

## Estructura d'una cantata de Bach

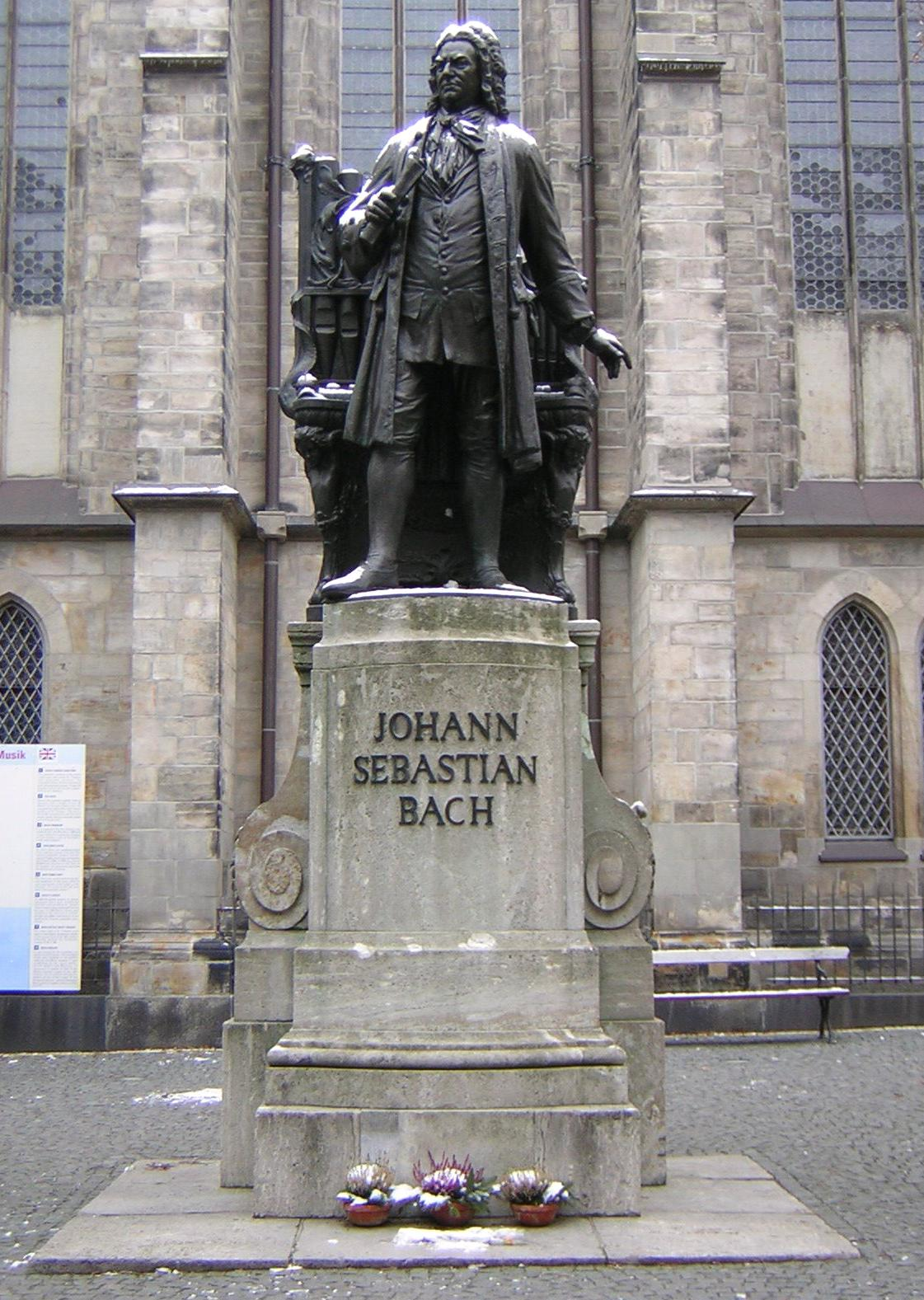
Estàtua de Bach a la Thomaskirche de Leipzig

Una cantata de Bach típica del seu primer any a Leipzig segueix l'esquema:
1. Obertura de cors
2. Recitatiu
3. Ària
4. Recitatiu (o Arioso)
5. Ària
6. Coral

El cor inicial (Eingangschor) sol ser una composició polifònica, amb l'orquestra presentant els temes en primer lloc. La majoria d'àrias segueixen la forma d'una ària da capo, amb la repetició de la primera part després d'una secció central. El coral final és típicament un entorn homofònic d'una melodia tradicional.
Bach va utilitzar una estructura àmplia per prendre possessió del seu càrrec a Leipzig amb les cantates Die Elenden sollen essen, BWV 75, i Die Himmel erzählen die Ehre Gottes, BWV 76, totes dos en dues parts, que es van realitzar abans i després del sermó (post orationem) i durant la comunió (sub communione), cada part amb la seqüència d'un moviment d'obertura, cinc moviments alternant recitatius i àries, i coral. De manera exemplar, totes dues cantates cobreixen les lectures prescrites: començant amb el relat d'un salm de l'Antic Testament, la part I reflecteix l'Evangeli, la part II l'Epístola.
Bach no segueix estrictament cap esquema, sinó que compon segons el que volien expressar les paraules. Algunes cantates s'obren amb una peça instrumental abans del primer cor, com la Simfonia de Wir danken dir, Gott, wir danken dir, BWV 29. Amb un moviment de solo comença Gott, man lobet dich in der Stille, BWV 120, ja que les seves primeres paraules parlen del silenci. Moltes cantates compostes a Weimar són semblants a música de cambra, sobretot per als solistes, amb la quarta part només composta pel coral de tancament, que pot haver estat cantada pels solistes. En una cantata primerenca Erschallet, ihr Lieder, erklinget, ihr Saiten! BWV 172, Bach va marcar una repetició del cor inicial després del coral.
El coral pot ser tan simple com una composició tradicional de quatre veus, o pot anar acompanyada d'un instrument obbligato, o anar acompanyada dels instruments del cor inicial o fins i tot expandit en interludis basats en els seus temes, o que tinguin les parts vocals homòfones incrustades en un concert instrumental com en el familiar Herz und Mund und Tat und Leben, BWV 147, o té parts vocals complexes incrustades en el concert com en Ärgre dich, o Seele, nicht, BWV 186, en una forma anomenada Choralphantasie (fantasia coral). A Nun komm, der Heiden Heiland, BWV 61, per al primer diumenge d'Advent, el començament d'un nou any litúrgic, es va donar forma al cor inicial com una obertura francesa.

## Cantants i instrumentació

### Vocal
Típicament Bach empra els solistes soprano, contralt, tenor i baix i un cor de quatre veus, o SATB. De vegades assigna les parts de veu a les situacions dramàtiques, per exemple, per a soprano innocència o contralt per a sentiments maternals. El baix és sovint el vox Christi, la veu de Jesús, quan és citat directament, com a Es wartet alles auf dich, BWV 187, o indirectament, com a O Ewigkeit, du Donnerwort, BWV 60.
En absència de proves documentals clares, hi ha diferents opcions pel que fa a la quantitat de cantants a implementar per part de les seccions corals. Això es reflecteix en els enregistraments que s'analitzen a continuació. Ton Koopman, per exemple, director d'orquestra que ha gravat el conjunt complet de les cantates, afavoreix un cor de quatre cantants per cada part. D'altra banda, algunes actuacions i enregistraments moderns utilitzen una veu per part, encara que Bach hauria tingut més cantants disponibles a Leipzig, per exemple, mentre que l'espai de la capella de la cort de Weimar era més limitada. Una única mida de cor probablement no cap en totes les cantates.

### Instrumental
L'orquestra que Bach va utilitzar es basa en instruments de corda (violí, viola) i basso continuo, normalment ocupats per violoncel, contrabaix (una octava més baixa) i orgue. Utilitzar un baix continu és la regla en la música barroca; la seva absència és digne d'esment i té una raó: la descripció de la fragilitat.